# 費德里科·巴爾達
費德里科·巴爾達（義大利語：Federico Barba；1993年9月1日—）是一位意大利足球運動員，場上司职中後衛，現效力於瑞士足球超级联赛球隊錫永，并曾代表意大利U21國家隊參加国际赛事。